# John Felton (Militär)
Sir John Felton (auch John de Felton) († nach 1327) war ein englischer Militär.

## Überfall auf die Normandie

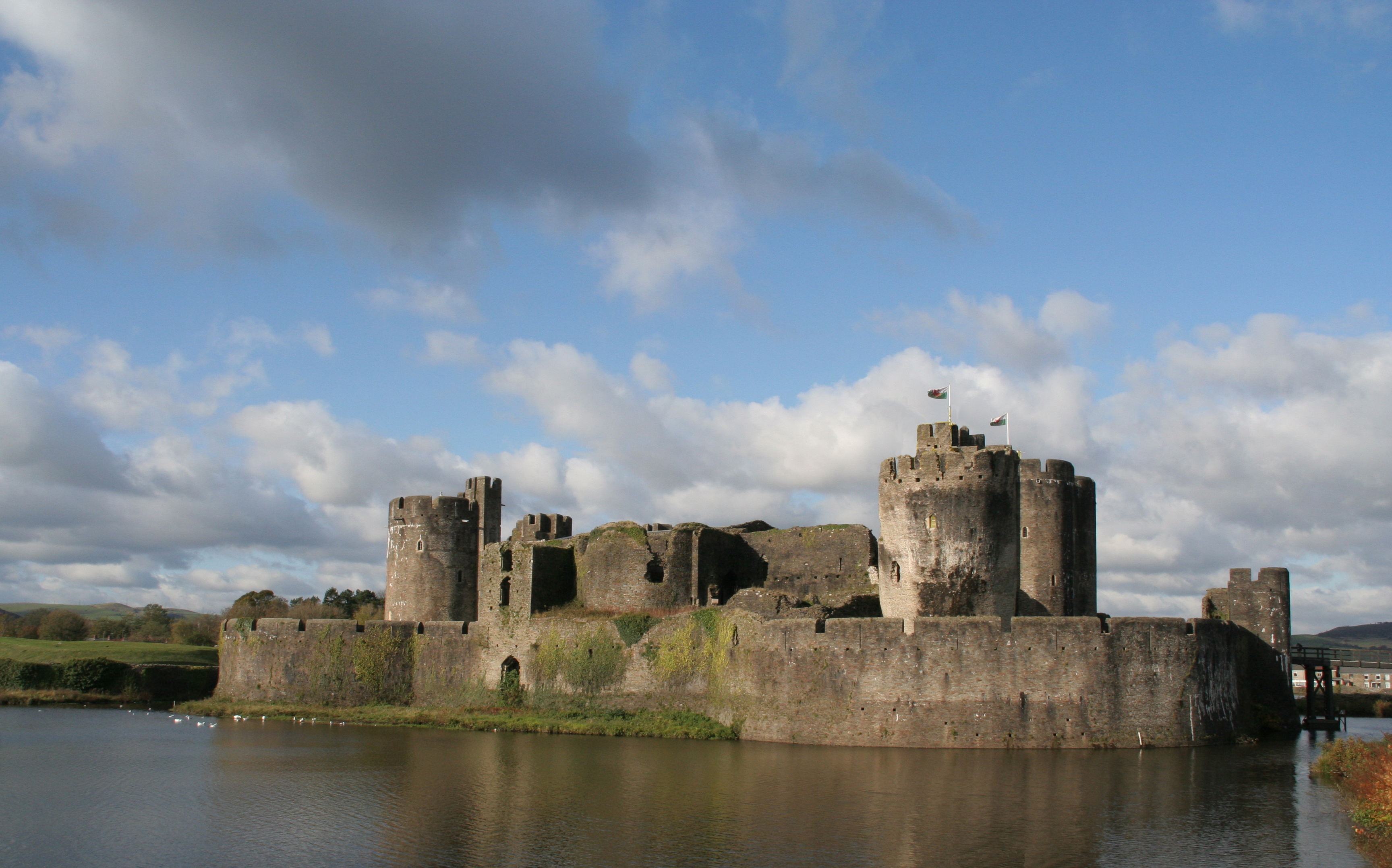
Die Ruine von Caerphilly Castle, das Felton mehrere Monate lang erfolgreich verteidigte

John Felton war ein Ritter, der zum Gefolge von Hugh le Despenser gehörte, dem wichtigsten Günstling des englischen Königs Eduard II. Er war Kommandant einer Flotte, die auf Befehl des Königs Anfang September 1326 einen Überfall auf die französische Normandie unternahm. Die Flotte bestand aus 133 Schiffen und Booten mit 4200 Matrosen und 1600 Soldaten. Wahrscheinlich zur Finanzierung des Überfalls ließ das Schatzamt Ende August und Anfang September £ 7000 nach Porchester an der englischen Südküste bringen, während Despenser von italienischen Bankiers weitere £ 2000 erhielt. Über den Verlauf des Überfalls ist nur wenig bekannt, vermutlich wurde der Angriff von den Franzosen zurückgeschlagen. Auch das genaue Ziel des Überfalls ist nicht genau geklärt. Möglicherweise sollte der Angriff einem französischen Angriff auf die Südküste Englands zuvorkommen. Vielleicht war aber auch der englische Thronfolger Eduard Ziel des Angriffs, der nach einer diplomatischen Mission ohne Erlaubnis seines Vaters in Frankreich geblieben war. Möglicherweise glaubte der englische König, dass sich sein Sohn in der Normandie aufhielt, und bei dem Angriff sollte der Thronfolger ergriffen werden. Tatsächlich befand sich der Thronfolger jedoch bei seiner Mutter Isabelle, die zu dieser Zeit in den Niederlanden war und von dort am 24. September mit einer Invasionsflotte in Südostengland landete, um ihren Mann Eduard II. zu stürzen.

## Verteidigung von Caerphilly Castle
Die Invasion von Königin Isabelle war erfolgreich. Die Herrschaft von Eduard II. brach rasch zusammen, worauf der König Anfang Oktober zusammen mit Despenser nach Westengland und von dort weiter nach Wales  flüchtete. Ende Oktober 1326 erreichten sie Caerphilly Castle, eine nahezu uneinnehmbare Burg von Despenser in Südwales. Von dort flüchteten sie am 2. oder 3. November weiter nach Westen. In Caerphilly ließen sie Despensers gleichnamigen jungen Sohn Hugh sowie einen Großteil des mitgeführten Kronschatzes in der Obhut von John Felton zurück, der Kommandant der 137 Mann starken Besatzung der Burg war. Am 16. November wurden der König und Despenser in Südwales von ihren Gegnern ergriffen. Während der König nach Kenilworth Castle gebracht wurde, wurde Despenser wenige Tage später in Hereford als Verräter verurteilt und hingerichtet. Vor Caerphilly erschienen Truppen der Königin und verlangten die Übergabe der Burg. Felton verweigerte dies, auch als die Belagerer ihm mitteilten, dass Eduard II. am 30. Dezember das Kommando über die Burg an Roger de Chandos übergeben hatte. Er vermutete, wohl zu Recht, dass der König dies unter Zwang angeordnet hatte. Die Königin befahl daraufhin am 15. Februar 1327 William la Zouche, die Burg zu belagern. Zouche konnte eine stattliche Armee von zwanzig Knight Banneret, fünf Rittern, weiteren men-at-arms und über 400 walisischen Fußsoldaten aufbieten, doch die starken Befestigungen der Burg widerstanden allen Angriffen. Zouche bot Felton und der Besatzung Pardon an, doch erst nachdem auch dem jungen Despenser Begnadigung zugesichert worden war, übergab Felton am 20. März die Burg und den Kronschatz.
In Caerphilly Castle erinnert der nach Felton benannte Felton's Tower, die Ruine eines vermutlich 1649 zerstörten Turmes der äußeren Befestigungen, an Felton und die Belagerung von 1326 bis 1327.